# Síndrome de Andermann
Síndrome de Andermann é uma desordem genética neurodegenerativa muito rara que danifica os nervos usados para controlar os músculos e relacionada à sensação e está frequentemente associada à agenesia do corpo caloso. Foi descrito pela primeira vez por Eva Andermann et al. em 1972.

## Sintomas
Os sintomas começam na infância e incluem:
- hipotonia;
- arreflexia;
- amiotrofia;
- graus variáveis de agenesia do corpo caloso;
- leve a grave atraso intelectual e de desenvolvimento;
- problemas psiquiátricos, incluindo delírios paranoicos, depressão, alucinações e comportamento autista.

## Genética
O padrão de herança é autossômico recessivo. Vários genes têm sido associados ao distúrbio, incluindo o SLC12A6.

## Diagnóstico, tratamento e prognóstico
O típico diagnóstico inclui:
- características clínicas;
- testes eletrofisiológicos;
- testes genéticos moleculares (SLC12A6);
- ressonância magnética (RM) do cérebro (revelando em 60% dos pacientes a agenesia calosa e em 10% a agenesia calosa parcial).

Desde sua descoberta não há cura, mas alguns sintomas podem ser tratados como neurolépticos para os problemas psiquiátricos. O prognóstico é ruim. Os pacientes geralmente ficam cadeirantes por volta dos 20 anos e morrem com 30 anos.

## Prevalência
A taxa de prevalência foi estimada em menos de 1/1 000 000 em todo o mundo. No entanto, é muito mais comum na população franco-canadense das regiões de Saguenay-Lac-Saint-Jean de Quebec, Canadá, onde tem uma frequência de cerca de 1 em 2 100 em nascidos vivos e uma taxa de portadores de 1 em 23.